# 3人の音楽家 (ベラスケス)
『3人の音楽家』(さんにんのおんがくか、西: Tres músicos、英: The Three Musicians) は、バロック期のスペインの巨匠ディエゴ・ベラスケスが1617-1618年ごろに制作したと思われるキャンバス上の油彩画である。資料的な裏付けはないものの、ブダペスト国立西洋美術館にある『農民の昼食』とエルミタージュ美術館にある『昼食』とともに、画家がセビーリャ時代の最初期に描いたボデゴン (スペインの厨房画、静物画) の1つであると見なされている。作品はベルリン絵画館に所蔵されている。

## 背景
本作はボデゴンとして分類される絵画である。ボデゴンとは、人物と静物を厨房や台所の場で描いた写実主義的な風俗画 (純粋な静物画を指すこともある) である。17世紀初頭のスペインに新たに登場したジャンルの絵画で、16世紀後半のフランドル絵画にその先例を見出すことができる。イタリア出身の画家で、スペインで制作したビセンテ・カルドゥーチョは、自身の著作『絵画問答』において、16世紀のイタリアの理想主義的で観念的な絵画と比較して、ボデゴンの卑俗な同時代性と理想化を拒む現実主義は「低俗で破廉恥極まりないもの」で、高潔な芸術を卑しい概念にまで堕落」させたと厳しく批判している。
ベラスケスは1617年、18歳の時にセビーリャで師事していた画家フランシスコ・パチェーコから画家として独立したが、ボデゴンの創始者の1人としてこの新しいジャンルを流行させたようである。しかし、それだけに上記のような批判にもさらされたのである。一方、ベラスケスの師であっただけでなく岳父でもあったパチェーコは、自身の著作『絵画芸術』において「この分野 (ボデゴン) において彼に並ぶものはいないまでに傑出した私の娘婿 (ベラスケス) のように描けば」、それは「自然の真なる模倣」として「最大の称賛に価する」と絶賛している。

## 作品

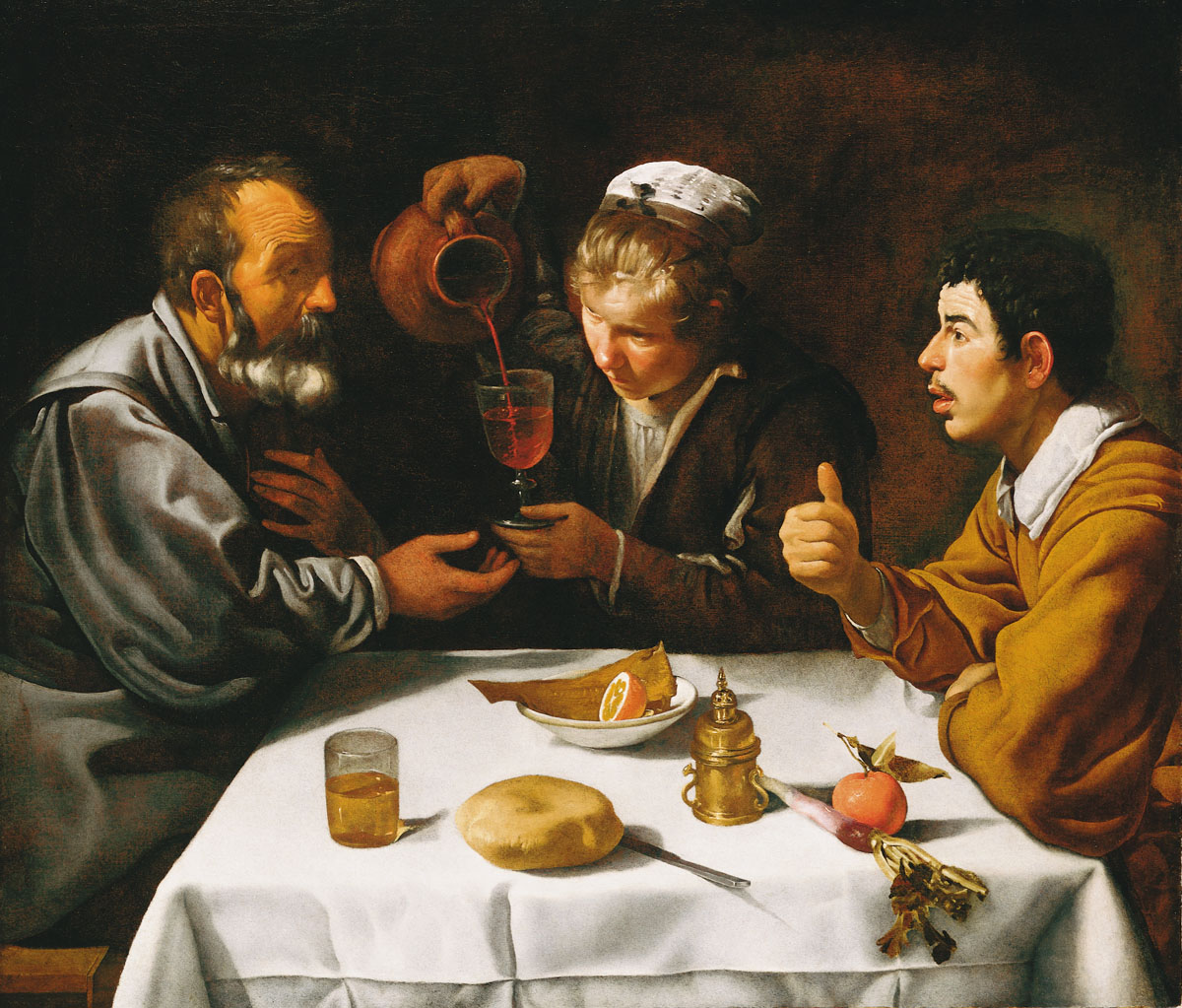
ディエゴ・ベラスケス『農民の昼食』(1618年ごろ) 96 cm × 112 cm、ブダペスト国立西洋美術館

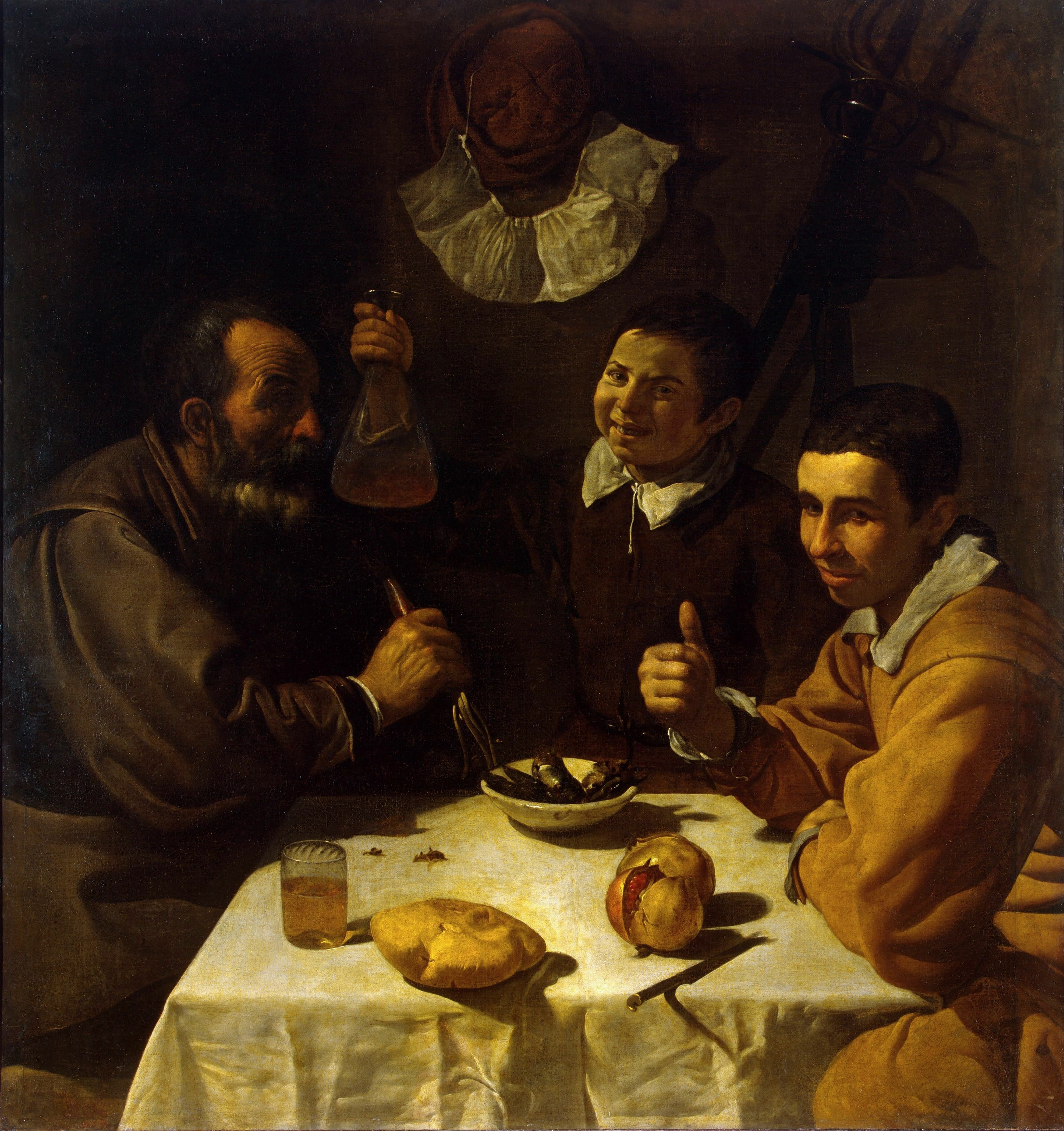
ディエゴ・ベラスケス『昼食』(1617-1618年ごろ) 108.5 cm × 102 cm、エルミタージュ美術館

本作は、ベラスケスの最初期の作品と見なされるものである。最初期の作品としては、他にブダペスト国立西洋美術館にある『農民の昼食』とエルミタージュ美術館にある『昼食』が挙げられる。これらの作品については、ベラスケスの作品ではないと考える研究者もいる。資料的な裏付けがないこれらの作品は、ベラスケスのセビーリャ時代 (1618-1623年) に制作されたと思われる20点あまりの作品の中で様式的にも雰囲気的にも特異なものだからである。
本作では居酒屋のように見える室内で３人の音楽家がチーズ、パン、飲み物が置かれたテーブルを囲んで、歌を歌っている。強烈な光と影の中に造形されている彼らの顔は、背後の壁の暗灰色と強い対照をなしている。左側の少年の背後にはナシを持っているサルが蹲っている。サルは少年を真似て、まっすぐに画面の外側を見つめている。
一見すると、本作は日常的出来事を、すなわち、客たちを楽しませるために居酒屋に集まった音楽家たちを表しているように見える。しかし、この絵画にはそうした解釈はあてはめられない。背景の壁にある絵画は、画中画として画家ベラスケスの仕事を表し、サルと少年の視線同様に「視覚」を示唆している。また、音楽家たちは「聴覚」を、テーブルの上の事物は「触覚」を、パンと飲み物は「味覚」と「嗅覚」を表す。かくして、本作は「五感」の寓意なのである。同時に、この作品には道徳的解釈を除外することはできない。果物を食べるサルは人間の下劣で動物的な本能の象徴であり、若い男たちの音楽の演奏は節度を越えた飲酒を示唆しているのである。
サルを配して弦楽器を奏でる寓意的なこの風俗画は、当時ベラスケスの暮らしていたセビーリャにも多数招聘されたフランドルの画家の影響であろう。本作は、空間の奥行きの表現に不自然さが見られることからベラスケスの作品中、最も早い時期に描かれたと考えられる。ベラスケスが親方画家の資格試験に合格した1617年３月前後の制作であるかもしれない。しかしながら、テーブルの上の静物や左端に見えるサルの緻密な自然主義的描写、ヴァイオリンを弾く男の顔のヴォリュームのある表現などには以後に成熟していくベラスケス絵画の萌芽が確かに認められる。この作品には数多くの複製もあり、それもベラスケスの作品であることを裏付ける。なお、X線による調査によると、この作品には後世の補筆や損傷が著しい。